# Tephritis hengduana
Tephritis hengduana är en tvåvingeart som beskrevs av Wang 1990. Tephritis hengduana ingår i släktet Tephritis och familjen borrflugor. Inga underarter finns listade i Catalogue of Life.